# Hans-Herbert Völker

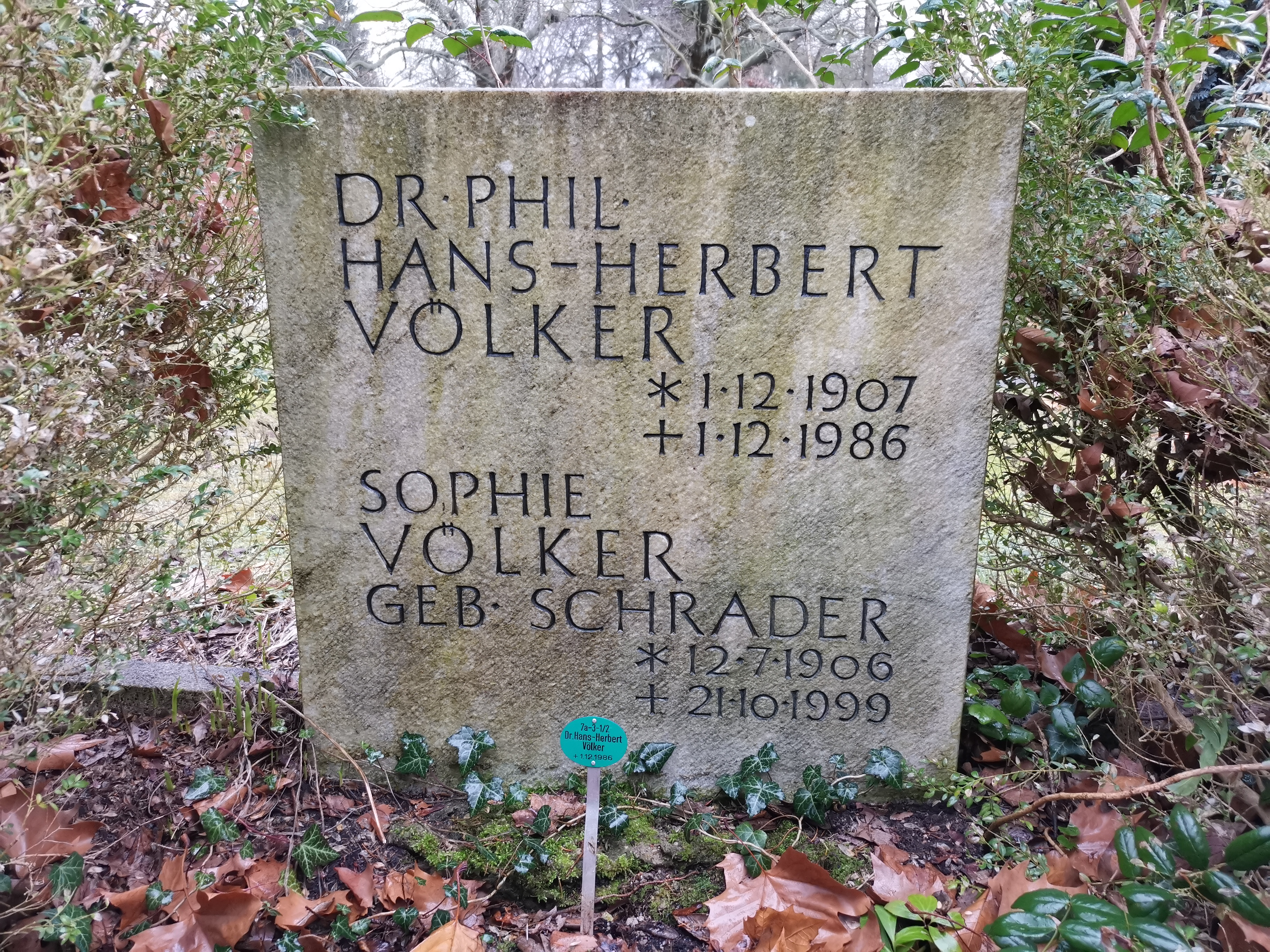
Grab auf dem Dom-Friedhof II in Berlin-Wedding

Hans-Herbert Völker (* 1. Dezember 1907 in Streckentin in Pommern; † 1. Dezember 1986) war ein deutscher Klassischer Archäologe und Bibliothekar.

## Leben
Hans-Herbert Völker besuchte das Friedrich-Werdersche Gymnasium in Berlin. Von 1927 bis 1934 studierte er an den Universitäten Berlin und München Klassische Archäologie, Kunstgeschichte und Klassische Philologie. 1935 wurde er bei Gerhart Rodenwaldt in Berlin promoviert. Neben seinem Studium vertrat er zeitweise die außerplanmäßige Assistentenstelle am Archäologischen Seminar der Universität Berlin und war wissenschaftlicher Hilfsarbeiter am Deutschen Archäologischen Institut und der Berliner Antikensammlung. Zum 1. April 1934 wurde er außerplanmäßiger Assistent am Archäologischen Seminar der Universität Berlin. Nach dem Zweiten Weltkrieg war er Bibliothekar der Bibliothek der Staatlichen Museen in Ostberlin. Von 1959 bis zu seinem Ruhestand 1974 war er Leiter der Bibliothek der Abteilung Rom des Deutschen Archäologischen Instituts.

## Veröffentlichungen
- Das Motiv des Liegenden in der älteren griechischen Vasenmalerei. Dissertation Berlin 1935 (mit Lebenslauf).
- Terrakottastatuette eines Leierspielers. In: Archäologischer Anzeiger 1936, Sp. 282–285.